# قره‌باغ‌لی‌لار
قره‌باغ‌لی‌لار (به لاتین: Qarabağlılar) یک منطقه مسکونی در جمهوری آذربایجان است که در شهرستان تووز واقع شده است.